# Comuna Trîdubî, Krîve Ozero
Trîdubî (în ucraineană Тридуби) este o comună în raionul Krîve Ozero, regiunea Mîkolaiiv, Ucraina, formată din satele Sorociînka și Trîdubî (reședința).

## Demografie
Componența lingvistică a comunei Trîdubî
     Ucraineană (97,83%)
     Rusă (1,84%)
     Alte limbi (0,33%)
Conform recensământului din 2001, majoritatea populației comunei Trîdubî era vorbitoare de ucraineană (97,83%), existând în minoritate și vorbitori de rusă (1,84%).